# Edward Carr
Edward Hallett Carr (Londra, 28 giugno 1892 – Londra, 3 novembre 1982) è stato uno storico, giornalista e diplomatico britannico.
Di orientamento dapprima liberale e poi marxista, Carr è noto non solo come storico, ma anche come studioso di relazioni internazionali e come forte oppositore dell'empirismo storiografico. Carr è conosciuto inoltre per la sua monumentale Storia dell'Unione Sovietica in 14 volumi, in cui egli affronta gli anni che vanno dal 1917 al 1929; per i suoi scritti sulle relazioni internazionali e per il suo libro Che cos'è la Storia? in cui egli delinea i principi del suo metodo storiografico, contrastando molti dei metodi e principi tradizionali della storiografia.
Educato alla Merchant Taylors' School di Londra e al Trinity College di Cambridge, Carr iniziò la sua carriera come diplomatico nel 1916. Sempre più preoccupato per lo stato delle relazioni internazionali e dell'URSS, si dimise dal Ministero degli Esteri britannico nel 1936 e intraprese la carriera accademica. Dal 1941 al 1946 lavorò come "assistant editor" per il Times, dove era noto per i suoi articoli di fondo in cui sosteneva la necessità di una rivoluzione socialista in Gran Bretagna e un'alleanza con l'Unione Sovietica come base per l'ordine successivo alla guerra.
In seguito, Carr intraprese la sua monumentale Storia dell'Unione Sovietica in 14 volumi, intitolata A History Of Soviet Russia, opera che non aveva ancora terminato quando lo colse la morte nel 1982. Nel 1961 tenne le celebri G. M. Trevelyan lectures presso l'Università di Cambridge, lezioni destinate a diventare a base per il suo libro What is History?, noto in Italia con il nome Sei lezioni sulla Storia. Negli ultimi anni della sua vita, Carr si spostò sempre più verso posizioni di sinistra radicale e auspicò la nascita di un nuovo ordine internazionale.

## Biografia
Carr nacque a Londra da una famiglia della media borghesia, studiò alla Merchant Taylors' School di Londra e successivamente al Trinity college di Cambridge, dove ottenne un "First Class Degree" in lettere classiche nel 1916. La sua famiglia era originaria dell'Inghilterra del Nord e la prima testimonianza di un antenato risale al 1450, quando un certo George Carr fu sceriffo a Newcastle. I genitori di Carr erano Francis Parker e Jesse (nata Hallet) Carr: essi erano dapprincipio dei Tories, ma poi passarono a supportare i Liberali nel 1903 in occasione della "free trade issue": quando Joseph Chamberlain proclamò la sua opposizione al libero commercio e si schierò a favore del protezionismo della "preferenza imperiale", il padre di Carr - per il quale tutti i tipi di tasse erano intollerabili - cambiò la sua fedeltà politica. 
Carr descrisse con queste parole l'atmosfera politica che si respirava alla Merchant Taylors' School: «Il 95% dei miei compagni di scuola proveniva da famiglie di ortodossa fede conservatrice e guardavano a Lloyd George come ad un'incarnazione del demonio. Noi liberali eravamo una minuscola e disprezzata minoranza». Dai suoi genitori, Carr ereditò una forte fiducia nel progresso come una forza inarrestabile nella storia umana e lungo tutta la sua vita un tema ricorrente nel pensiero di Carr fu proprio che il mondo stesse diventando, mano a mano, un posto migliore.
La sua fede nel progresso era parte di una tendenza a guardare i pessimisti come a coloro che erano capaci solo di lamentarsi, che non potevano apprezzare i benefici dei tempi nuovi. Nel 1911 Carr vinse la "Craven Scholarship" e poté studiare presso il Trinity College dell'Università di Cambridge. Durante questo periodo, Carr rimase colpito dalla lezione di un professore avente come tema l'influenza che la Guerra del Peloponneso esercitò su Erodoto nella scrittura delle sue Storie. Carr avvertì di aver compiuto una grande scoperta: la soggettività sta irrimediabilmente alla base del lavoro dello storiografo. Questa scoperta influenzò successivamente il suo libro Che cos'è la storia? del 1961.

### Carriera diplomatica
Come molti della sua generazione, Carr avvertì la prima guerra mondiale come un'esperienza tremenda, che distrusse un mondo, quello dell'Ancient Regime che si conosceva fino al 1914. Rimpiangendolo, Carr avrebbe scritto in seguito che il mondo anteguerra era: «... solido e stabile. I prezzi non cambiavano; i guadagni, se cambiavano, aumentavano. Era un bel posto e stava diventando migliore. Questa nazione lo guidava nella giusta direzione. Non c'erano dubbi e abusi e, se c'erano, sarebbero stati esaminati». Egli iniziò a lavorare presso il Foreign Office nel 1916, rimanendo in questo dicastero fino al 1936, anno in cui si dimise.
Sollevato dal servizio militare per ragioni mediche, Carr fu dapprima assegnato al dipartimento dedicato al contrabbando del Ministero degli Esteri - che allora tentava di rinforzare il blocco commerciale nei confronti della Germania - e successivamente nel 1917 fu assegnato al dipartimento del nord, che tra le altre cose trattava anche delle relazioni con la Russia. Nel 1918, Carr fu coinvolto nei negoziati per far rilasciare i diplomatici britannici che erano stati imprigionati dai bolscevichi di Pietrogrado, in cambio dei diplomatici sovietici imprigionati a Londra per rappresaglia.
Come diplomatico, Carr fu lodato dal Ministro degli Esteri, Lord Halifax, come uomo che si era "distinto non solo per intuito e conoscenza politica, ma anche per abilità amministrativa". In un primo momento, Carr non conosceva pressoché nulla riguardo ai bolscevichi; avrebbe infatti affermato più avanti: «Io avevo una vaga impressione della visione rivoluzionaria di Lenin e Trotsky, ma non conoscevo nulla sul marxismo; probabilmente non avevo mai sentito parlare di Marx». Nel 1919 Carr si era convinto che i comunisti erano destinati a vincere la guerra civile russa, ed era sostanzialmente d'accordo con le opinioni di David Lloyd George, che si opponeva alle idee anti-bolsceviche del Ministro della Guerra Winston Churchill nel campo della realpolitik.
Secondo Carr, il supporto da parte di Churchill all'Armata Bianca era una follia, dal momento che la Russia era destinata a diventare una grande potenza sotto la guida dei bolscevichi e, dunque, non aveva alcun senso per la Gran Bretagna supportare la fazione destinata a perdere. Carr avrebbe scritto più avanti che nella primavera del 1919 era in disaccordo con Lloyd George quando questi cedette riguardo alla questione russa per acquistare il consenso dei francesi per le concessioni alla Germania riguardo l'Alta Slesia, Danzica e le riparazioni. Sempre nel 1919, Carr fece parte della delegazione britannica alla Conferenza di pace di Parigi e fu coinvolto nella redazione della parte del trattato di Versailles che riguardò la Società delle Nazioni.
Durante la Conferenza, Carr fu molto offeso dal trattamento vendicativo che gli Alleati, specialmente la Francia, ebbero nei confronti della Germania e scrisse che la delegazione tedesca alla conferenza fu truffata riguardo ai Quattordici Punti e sottoposta a qualsiasi meschina umiliazione. Nonostante egli lavorasse sulle parti del trattato di Versailles che riguardavano la Lega delle Nazioni, Carr fu anche coinvolto nello stabilimento dei confini tra la Germania e il vicino Stato della Polonia; inizialmente, Carr favorì la Polonia, chiedendo in un promemoria del 1919 che la Gran Bretagna riconoscesse a questo Stato il possesso della città di Danzica.
Nel marzo del 1919, Carr combatté contro l'idea di un trattato per le minoranze in Polonia, sostenendo che i diritti delle minoranze etniche e religiose nel Paese sarebbero stati meglio garantiti non coinvolgendo la comunità internazionale nei confronti di una questione di politica interna polacca. Già all'inizio dell'estate del 1919, le relazioni di Carr con la delegazione polacca erano scadute in un'aperta e reciproca ostilità. La tendenza di Carr a favorire le richieste della Germania a spese dei polacchi portò lo storico britannico Adam Zamoyski a notare che Carr «aveva opinioni della più totale arroganza razziale nei confronti di tutte le nazioni dell'Est Europa».
Jonathan Haslam, autore di una biografia di Carr, scrisse nel 2000 un saggio in cui sostenne che Carr crebbe in una famiglia favorevole alla Germania, nella quale la cultura tedesca era profondamente apprezzata, che di conseguenza influenzò l'opinione di Carr nei confronti di questa lungo tutta la sua vita. Come risultato di queste opinioni filo-tedesche e anti-polacche, Carr supportò le pretese territoriali del Terzo Reich contro la Varsavia. In una lettera scritta nel 1954 a un suo amico, Isaac Deutscher, Carr descrisse il suo temperamento nei confronti della Polonia in quel tempo: «Questo era il periodo di Korfanty, Zeligowski e delle dispute su Teshen e la Galizia dell'est, per non citare la campagna del 1920. L'immagine della Polonia che era diffusa nell'Europa dell'Est fino al 1925 era di una potenza forte e potenzialmente rapace». 
Dopo la conferenza di pace, Carr si fermò nell'ambasciata britannica di Parigi fino al 1921 e nel 1920 ottenne il titolo di Commendatore dell'Ordine dell'Impero Britannico. In un primo momento egli ebbe un grande fiducia nella Società delle Nazioni, che lui credeva potesse prevenire un'altra guerra mondiale e assicurare un migliore situazione mondiale dopo gli anni di conflitto. Carr successivamente sostenne: «In questi anni, la Società stava rapidamente diventando il centro di tutto ciò che contava negli affari internazionali e ogni successiva riunione sembrava raggiungere qualche progresso in quella che iniziava ad essere chiamata "organizzazione della pace"».
Nella seconda metà degli anni Venti, Carr fu assegnato alla sezione del Ministero degli Esteri britannico che trattava con la Lega delle Nazioni, prima di essere inviato presso l'ambasciata britannica a Riga, in Lettonia (che in quel periodo aveva una consistente comunità di emigrati russi), Carr iniziò ad essere interessato maggiormente dalla letteratura e cultura russa e iniziò a scrivere numerosi lavori su diversi aspetti della vita russa. L'interesse di Carr nei confronti della Russia e dei russi furono accresciuti dalla sua noiosa permanenza a Riga, che egli descrisse come un «... deserto intellettuale». Carr imparò il russo durante la sua permanenza a Riga per leggere gli scrittori russi in lingua originale. Nel 1927, Carr fece la sua prima visita a Mosca.
Carr scrisse successivamente che leggere Herzen, Dostoevskij e i lavori degli intellettuali russi del XIX secolo fece sì che egli rivide le sue posizioni liberali. Carr, sotto l'impatto delle sue letture di vari scrittori russi, ripudiò le precedenti credenze con le seguenti parole: «L'ideologia moralistica liberale in cui ero stato cresciuto non era, come io avevo sempre creduto, un Assoluto da ritenere acquisito dal mondo moderno, ma era attaccata in modo sottile e convincente da persone molto intelligenti che vivevano fuori dal circolo incantato e che guardavano il mondo con occhi molto differenti... Questo mi lasciò in uno stato di confusione mentale: reagii ancora e ancora più nettamente contro l'ideologia occidentale, ma pur sempre da un punto all'interno di quella ideologia».

### Il suo pensiero riguardo alle relazioni internazionali
Carr si è anche occupato di relazioni internazionali, criticando fortemente gli idealisti liberali, che accusava di apologia del dominio dei paesi anglosassoni, e aderendo alla corrente realista. Egli individua tre principi del realismo (derivati da Niccolò Machiavelli): la storia è un susseguirsi di cause ed effetti, la realtà ispira la teoria, l'etica è funzione della politica.

## Che cos'è la storia?
Carr è famoso ancora oggi per le sue riflessioni sulla storia, What is History? del 1961. Sei lezioni sulla storia è infatti un libro basato su una serie di conferenze che Carr tenne presso l'Università di Cambridge, tra gennaio e marzo del 1961. In esse Carr presenta una via di mezzo tra la visione empirica della storia e la visione idealistica (come per esempio quella di R.G. Collingwood). Carr rifiuta quindi come un nonsense l'idea che il lavoro dello storico sia vincolato ai “fatti” che ha a disposizione e afferma che «la fede in un nucleo duro di fatti storici che esistono obbiettivamente e indipendentemente dalle interpretazioni dello storico è un errore assurdo, ma si tratta di una credenza molto difficile da sradicare». Carr sostiene infatti che lo storico (e principalmente lo storico che si occupa della contemporaneità) ha a disposizione una tale quantità di informazioni che è costretto sempre a scegliere quali "fatti" utilizzare.
È rimasto celebre l'esempio dei milioni di persone che hanno attraversato il Rubicone, ma solo il “fatto” del passaggio del fiume ad opera di Giulio Cesare - che lo attraversò nel 49 a.C. - è dichiarato come degno di nota dagli storici. Carr divide quindi i fatti in due categorie: i “fatti del passato”, cioè le informazioni che gli storici ritengono poco importanti, e i “fatti storici”, ossia le informazioni che gli storici hanno scelto come importanti. Carr sostiene che gli storici determinano in modo del tutto arbitrario quale tra i “fatti del passato” sia da ritenersi “fatto storico”, e questo secondo le loro inclinazioni e interessi.
Per questa ragione Carr critica il famoso detto di Leopold von Ranke secondo il quale la Storia dovrebbe mostrare ciò che è veramente accaduto (wie es eigentlich gewesen) perché, al contrario, si presume che i fatti così come ci sono pervenuti siano sempre e comunque il risultato dell'interazione dei dati a disposizione dello storico che li ha riportati e della sua stessa visione. E tuttavia, ciò vuol dire anche che lo studio dei fatti può condurre lo storico a cambiare i propri punti di vista (cfr. la nozione di circolo ermeneutico – anche se, nello specifico, Carr preferisce utilizzare il termine reciprocità). In tal modo, Carr conclude la prima lezione con l'affermazione che la Storia è «un dialogo senza fine fra il passato e il presente».
Inoltre, Carr afferma che ogni individuo è sì condizionato dall'ambiente sociale in cui vive, ma ritiene che, tuttavia, all'interno di questa limitazione, rimane pur sempre uno spazio aperto per decisioni che possono avere impatto sulla storia. Carr distingue quindi Vladimir Lenin e Oliver Cromwell da Otto von Bismarck e Napoleone.

## Opere principali
Carr è noto soprattutto per la pubblicazione del suo monumentale lavoro in più volumi Storia della Russia Sovietica (titolo originale: A History of Soviet Russia, MacMillan, London, 1950-1978), scritta dapprima da solo e poi in collaborazione con R. W. Davies per Foundations of a Planned Economy.
- I. La rivoluzione Bolscevica 1917-1923, trad. Lucentini, Caprioglio, Basevi, Collana Biblioteca di cultura storica n.77, Einaudi, I ed. 1964, pp. XXV-1361.
- II. La morte di Lenin. L'interregno 1923-1924, trad. Paolo Basevi, Collana Biblioteca di cultura storica n.78, Einaudi, 1965, pp. XIII-360.
- III. Il socialismo in un solo paese. I. La politica interna 1924-1926, trad. L. Baranelli e Piero Bernardini Marzolla, Collana Biblioteca di cultura storica, Einaudi, 1968, pp. IX-937.
- III. Il socialismo in un solo paese. II. La politica estera 1924-1926, trad. L. Baranelli e Piero Bernardini Marzolla, Collana Biblioteca di cultura storica, Einaudi, 1969, pp. XVI-978.
- Carr - Davies, Le origini della pianificazione sovietica. I: Agricoltura ed industria, 1926-1929, Einaudi, 1972, pp. VIII-471.
- Carr - Davies, Le origini della pianificazione sovietica. II: Lavoro, commercio, finanza, 1926-1929, Einaudi, 1974, pp. XIII-497.
- Carr - Davies, Le origini della pianificazione sovietica. III: Il partito e lo Stato, Einaudi, 1978, pp. VIII-479.
- Carr - Davies, Le origini della pianificazione sovietica. IV: L'Unione Sovietica, il Komintern e il mondo capitalistico, Einaudi, 1978, pp. XV-325.
- Carr - Davies, Le origini della pianificazione sovietica. V: I partiti comunisti nel mondo capitalistico, 1926-1929, trad. Aldo Serafini, Collana Biblioteca di cultura storica, Einaudi, 1980, pp. X-347.
- Carr Le origini della pianificazione sovietica. VI: L'Unione Sovietica e la rivoluzione in Asia 1926-1929, Collana Biblioteca di cultura storica, Einaudi, Torino, 1984.
- La Rivoluzione Russa. Da Lenin a Stalin, 1917-1929 (1979), trad. Franco Salvatorelli, Collana Piccola Biblioteca n.384, Einaudi, Torino, 1980 (compendio dell'opera).

## Opere scelte
- Dostoevskij (1821-1881): una nuova biografia.
- I Romantici Esili, 1934.
- Michail Bakunin, 1937, trad. Bruno Maffi, Collezione Le Scie, Mondadori, Milano, 1977
  - Bakunin. Vita di un rivoluzionario che sognava l'impossibile, Collana Superbur Saggi, BUR, Milano, 2002, ISBN 978-88-17-12798-1.
- Nazionalismo e oltre, Milano, Bompiani, 1946.
- Utopia e Realtà. Un'introduzione allo studio della politica internazionale, a cura di Alessandro Campi, postfazione di Michele Chiaruzzi, Collana Saggi n.206, Rubbettino, 2009.
- Condizioni di pace.
- La nuova società.
- Sei lezioni sulla storia, Collana Saggi n.377, Einaudi, Torino, 1966; Collana Piccola Biblioteca, Einaudi, Torino, 1973; a cura di R.W. Davies, Collana Piccola Biblioteca.Nuova serie, Einaudi, Torino, 2000, ISBN 978-88-06-15481-3.
- 1917. Illusioni e realtà della rivoluzione russa, trad. Luca Baranelli, Collana Nuovo Politecnico n.38, Einaudi, Torino, 1970.
- Da Napoleone a Stalin ed altri saggi.
- Il crepuscolo del Comintern, 1930-1935.
- The Twilight of Comintern 1930-1935, pubblicato postumo nel 1983.